# Języki italo-zachodnie
Języki italo-zachodnie – w nowszych klasyfikacjach jedna z trzech podgrup w obrębie języków romańskich. Dzieli się na dwie główne gałęzie: italo-dalmatyńską oraz zachodnioromańską.
Obejmuje większość języków grupy romańskiej, z wyjątkiem południoworomańskich i wschodnioromańskich.

## Klasyfikacja

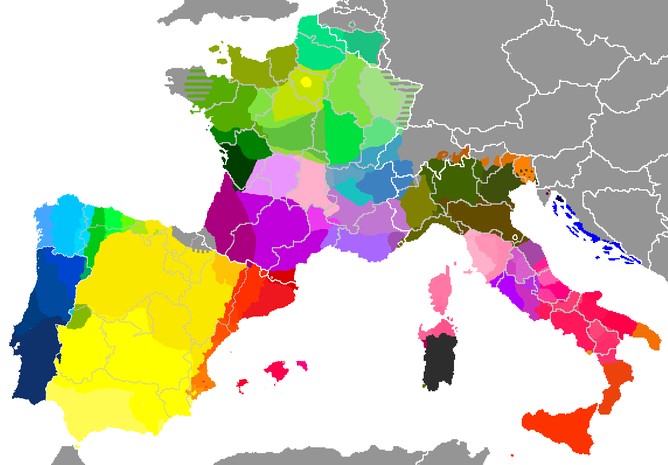
Obszar obejmowany przez etnolekty podgrupy italo-zachodniej w Europie

### KlasyfikacjaEthnologue
Języki italo-zachodnie
- Języki italo-dalmatyńskie
- Języki zachodnioromańskie
  - Języki gallo-ibero-romańskie
    - Języki galloromańskie
    - Języki iberoromańskie

  - Języki pirenejsko-mozarabskie

### KlasyfikacjaGlottolog
Języki italo-zachodnie
- Języki italo-dalmatyńskie
  - Języki dalmatyńskie
  - Języki italoromańskie
- Języki zachodnioromańskie
  - Języki zachodnioromańskie unshifted
  - Języki zachodnioromańskie shifted
    - Języki północno-zachodnioromańskie
      - Języki gallo-italskie
      - Języki gallo-retyckie

    - Języki południowo-zachodnioromańskie